# 葛浩
葛浩（1463年—1554年），字天宏，號两溪，浙江承宣布政使司紹興府上虞縣（今浙江省上虞縣東南豐惠鎮）人，明朝政治人物。

## 生平
弘治二年（1489年）己酉科浙江鄉試第十名舉人。弘治九年（1496年）中式丙辰科會試第二百一十九名，三甲第七十七名進士，由五河縣知縣升任监察御史，屡次陳時政闕失，多为明孝宗采纳。
正德元年（1506年），明武宗允许司禮太监高鳳的请求，命其從子高得林掌管锦衣卫事。葛浩等人争辩抗旨，御史潘鏜等人亦附议，反对锦衣卫官员任免越过兵部推举。葛浩因此得罪刘瑾，被罢免削籍。刘瑾被诛后，葛浩起用为邵武府知府。
嘉靖元年（1522年），担任廣東布政使司右參政。嘉靖三年，担任雲南按察司按察使。嘉靖五年，改廣東右布政使。次年任貴州左布政使，同年改南京太僕寺卿、大理寺卿。嘉靖八年，任本部大理卿。嘉靖十年（1531年）夏，雷震午門，葛浩自劾致仕归，卒年九十二。

## 家族
曾祖葛啟，監察御史；祖父葛文玉；父葛用聲，母鄭氏。具庆下。兄澤、漢、瀛。弟潜、溍、滂。長子葛木。正德丁丑進士。